# Площадь Октябрьской Революции (Алатырь)
Площадь Октябрьской Революции (официально «улица Площадь Октябрьской Революции», ранее Старобазарная) — центральная площадь Алатыря, место основания города. 
Архитектурный ансамбль площади является объектом культурного наследия регионального значения. От площади расходятся основные улицы Алатыря, в том числе магистральные улицы Ленина и Московская, а также улицы Троицкая, Кирова, Покровского, Подгорная, Красноармейский спуск и проезд Чкалова.

## История
Площадь расположена на месте бывшей крепости Алатыря, основанной Иваном Грозным в 1552 году. Крепость располагалась на холме, вблизи слияния рек Сура и Алатырь. Каменные церкви, составлявшие ансамбль площади, были построены в XVIII веке, в большинстве своём на месте старых деревянных церквей. По состоянию на начало XX века, на площади располагалось 5 церквей, несколько казённых домов и магазинов. В 1894 году с северной стороны площади, у основания холма, прошла железнодорожная линия.
Площадь была переименована из Старобазарной в площадь Октябрьской Революции в 1930-е гг. В 1960-е годы в центре площади был возведён четырёхэтажный корпус завода «Электроприбор», а в 1970-е гг. — ещё один, шестиэтажный. При строительстве была снесена Успенская церковь. После сооружения корпусов западная часть площади превратилась в проезд, окружающий территорию завода. Нумерация окружающих строений по площади Октябрьской Революции сохранилась.

## Примечательные здания и сооружения
- Собор Иоанна Предтечи. 1703 год. Действует.
- Собор Рождества Богородицы. 1747 год. Действует.
- Знаменская (Никольская) церковь. 1770 год. Действует.
- Казанская (Пятницкая) церковь — дом 22. XVIII век.
- Успенская церковь (снесена)
- Дом при церкви Иоанна Предтечи — дом 6. 2-я половина XIX века. Каменный двухэтажный дом прямоугольной формы (близкой к квадратной). С северной стороны в XX веке осуществлена двухэтажная пристройка. Архитектурный декор второго этажа богаче, чем первого: наличники окон с полочками-сандринами, филёнки, декоративный пояс сухариков[4]. Дом остаётся жилым.
- Здание казначейства — дом 14. Конец XVIII века (по другим данным — середина XIX века). Одноэтажное здание в форме «глаголя». Первоначальный декор фасадов не сохранился, окна растёсаны, стены заново оштукатурены[5]. В здании размещается Алатырский художественный музей[6].
- Дом при Казанской церкви — дом 22. Вторая половина XVIII века. Предполагается, что являлся домом причта. Каменное двухэтажное здание, объём которого состоит из двух параллелепипедов, смыкающихся под тупым углом друг к другу. Декор дома состоит из: угловых лопаток и вертикальных тяг северного фасада, наличников окон в форме ленточного обрамления с замковым камнем, декоративного пояска под карнизом, венчающим фасады[7]. Здание находится на территории завода «Электроприбор».
- Дом при Знаменской церкви — дом 26. Конец XIX века. Двухэтажное каменное здание прямоугольной формы. Архитектурно оформлен главный, южный фасад: центральная ось фасада подчёркнута выступом на 2-м этаже, оконные проёмы второго этажа оформлены трёхчетвертными колоннами, междуэтажный карниз дополнен декоративным пояском и т. д.[8] До конца XX века дом оставался жилым, в настоящее время заброшен.
- Дом, где жил скульптор Степан Эрьзя (Нефёдов) — дом 35. Памятник истории регионального значения[9].
- Мемориальный комплекс памяти погибших в Великой Отечественной войне.
- Братская могила погибших во время контрреволюционного мятежа.

## Транспорт
По площади Октябрьской Революции проходит городской автобусный маршрут № 3. Через площадь осуществляется транспортная связь района Подгорье, отделённого железнодорожной линией, с центром и другими районами Алатыря.